# Strane
Strane so naselje v Občini Postojna.
V vasi stoji cerkev sv. Križa, ob kateri stoji starodavna, tako imenovana »Hieronimova tisa«. Njen primer znaša 120 cm, višina 13 metrov, obseg pa 380 cm. Po nekaterih navedbah naj bi bila stara 1500–1600 let. Legenda pravi, da je pod njo pridigal sveti Hieronim kot tudi sveta brata Ciril in Metod, ko sta leta 865 potovala v Rim. Morda povezava s svetim Hieronimom ni naključje, saj na zahodni strani Nanosa stoji znana romarska cerkev sv. Hieronima.
Strane je pred mnogimi stoletji, morda tisočletjem, zasul plaz iz Nanosa. Sledi podora kamenja so še vedno vidne na pobočju. Poskusne meritve so pokazale, da so pod nasutjem ostanki nekdanjega naselja. Na plaz namiguje tudi cerkev sv. Brica, ki se nahaja na 956 metrih nadmorske višine, direktno nad vasjo. Sveti Bric je namreč zavetnik pred snežnimi in zemeljskimi plazovi, kakor tudi drugimi naravnimi nesrečami, na primer povodnjimi in strelami.
Glede nastanka toponima obstaja med domačini razlaga, da ime izhaja iz besede stran, saj se vas nahaja nekoliko »vstran« od drugih naselij. Rafko Valenčič je poleg tega predlagal domnevo, da bi se etimološki izvor utegnil nahajati v rimskem Stridonu, v latinski obliki Stridonae, katerega lokacija sicer do sedaj še ni bila arheološko pojasnjena. Stridon je znan kot rojstno mesto svetega Hieronima.